# Arthur Prauss
Arthur Prauss (né à Berlin le 18 novembre 1892 et y décédé le 19 avril 1945) était un gradé SS allemand (Untersturmführer), gardien au Fort de Breendonk, un camp de transit nazi au sud d'Anvers.

## Biographie
Il a reçu peu d’éducation dans sa jeunesse. Selon Ernst Lais, son collègue de la Kriminalpolizei de Breendonk, il était pratiquement analphabète. Il a suivi une formation de boucher.
Durant la Première Guerre mondiale, il combat au front, est blessé et reçoit la croix de fer.
Après la guerre, il travaille comme chauffeur. En avril 1933, il devient membre de la SA. En décembre 1933, il est muté à la SS (numéro SS 220 790). Ce n'est que le 1er mai 1937 qu'il rejoint le NSDAP (numéro de membre 5 372 634) ,.
Prauss est arrivé à Breendonk en octobre 1940  et y est resté jusqu'à l'évacuation du camp le 2 septembre 1944 .
Selon ses propres déclarations, il y aurait été transféré depuis le camp de concentration de Sachsenhausen. Il fut chargé par le commandant du camp, Philipp Schmitt, d'organiser le camp et de surveiller les prisonniers. « Tout chez lui était très vulgaire : son bégaiement, son accent rauque et l’odeur d’alcool qui émanait de lui. » 
Selon les témoignages des détenus, il était caractérisé par un sadisme particulier envers les prisonniers.
Lorsque le commandant en second du camp, Karl Schönwetter, et son adjoint, Gustav Kämper, sont absents, comme cela arrive souvent, « Prauss devient le chef et Breendonk devient un véritable enfer » (déclaration du SS-Oberscharführer Herbert Ehlert en 1948).
L’inspection médicale ferme les yeux sur les abus dans le camp. Lorsque le général Blum lui-même effectue une inspection le 23 octobre 1942, Prauss cache rapidement un certain nombre de prisonniers torturés dans la salle de douche. Lorsque Blum les découvre, Prauss prétend que les blessures ont été infligées par eux-mêmes lors de querelles mutuelles. Cela suffit pour que l'inspection fasse rapport à l'administration militaire (Militärverwaltung) à Bruxelles le 24 juillet 1943 (neuf mois plus tard) « qu'il n'y a aucune raison de supposer que la direction du camp maltraite les prisonniers ».
Prauss est, par les graves abus qu'il inflige, responsable des nombreux décès de Breendonk . Alors que la guerre commence à prendre une tournure négative pour l'Allemagne nazie, ses accès de rage augmentent. Il devient vraiment sombre après que sa femme et ses enfants ont été tués dans un bombardement aérien.
Le 2 septembre 1944, lui et les autres SS s'enfuirent du camp pour Düsseldorf. Selon des sources allemandes, il aurait été tué lors de la bataille de Berlin le 19 avril 1945, mais ce n'est pas certain. Un ancien SS hongrois affirme l'avoir vu à Hanovre en février 1947 en compagnie d'un autre bourreau de Breendonk, Richard De Bodt .